# Le Roi du monde
Le Roi du monde est un livre de René Guénon paru en 1927. Le point de départ fut le livre Bêtes, Hommes et Dieux de Ferdynand Ossendowski qui parlait d'un  mystérieux « Roi du monde » qui dirigeait les affaires spirituelles de l'humanité depuis une contrée inaccessible (souterraine) pour les hommes ordinaires : l'Agarttha. Guénon exposa dans son livre la notion de Tradition primordiale: la vérité unique qui sous-tend, d'après lui, toutes les traditions spirituelles du cycle de l'humanité et développa la thèse selon laquelle le titre de Roi du monde s'applique, en fait, au Manu de l'hindouisme, le principe qui est le « Législateur primordial et universel » qui formule la loi (Dharma) « propre aux conditions de notre monde ou de notre cycle d'existence ». Il écrivit que toutes les traditions parlent de « Terres saintes »  et toutes ces terres sont des images d'une « Terre sacrée » par excellence prototype des autres, l'Agarttha étant l'un des noms de cette terre sacrée.

## Contexte
Un premier article nommé pareillement « Le Roi du monde », daté de novembre 1924, fut publié dès 1925 dans le numéro de février-mars de la revue Les cahiers du mois, ainsi que, sous une forme plus complète, dans une revue italienne de l'époque Atanòr (it). Le contenu de ces articles correspond à la première partie du livre.
Dans un contexte de scepticisme envers le témoignage de Ferdynand Ossendowski, et de certaines accusations de plagiat dont cet auteur faisait alors l'objet, R. Guénon résuma les références antérieures faites dans la littérature à cette notion d'Agarttha : Saint-Yves d'Alveydre et Louis Jacolliot. Il souligna effectivement des similitudes, même dans les détails, mais aussi des originalités dans le récit de Ossendowsky, comme l'histoire d'une « pierre noire » offerte autrefois au Dalaï Lama par le « Roi du monde ». Ces sources, considérées comme peu sérieuses, sont pour R. Guénon les récits romancés de légendes ayant bien cours en Mongolie et dans « toute L'Asie centrale » et dont il dit avoir connaissance par ailleurs. Refusant de polémiquer sur ces sujets, R. Guénon ne les utilisa que comme prétexte à une étude livrant des informations inédites afin « d'aider [...] à élucider ce que M. Ossendowski appelle le « mystère des mystères ». Comme l'a résumé Jean-Pierre Laurant qui a étudié en détail les sources de Guénon sur ce thème, en partant « d'une documentation discutable, René Guénon aboutit à une métaphysique remarquable  ».

## Contenu du livre

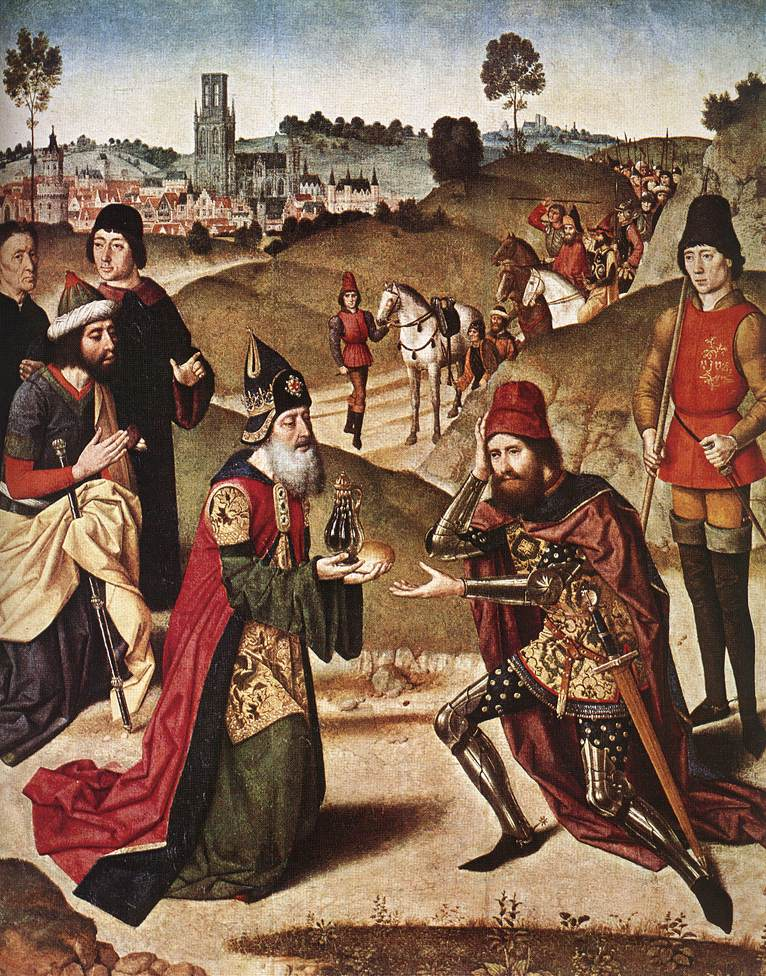
La rencontre d'Abraham et de Melchisédech par Dirk Bouts, église Saint-Pierre de Louvain. D'après Guénon, Melchisédech est le nom du roi du monde dans la Bible. Melchisédech est le « roi de Salem (le nom de l'Agarttha dans la Bible d'après Guénon), prêtre du Dieu Très-Haut » qui bénit Abraham. Cette transmission spirituelle correspond, pour Guénon, au point de jonction entre la tradition primordiale et la tradition hébraïque,.

Le Roi du monde fut son ouvrage « le plus intrigant ». Guénon y exposa la notion de « Tradition primordiale » : la vérité unique qui sous-tend, d'après lui, toutes les traditions spirituelles du cycle de l'humanité, vérité énoncée dès l'origine de cette dernière et qui se perd progressivement avec l'avancement du cycle,,. Le point de départ était le livre Bêtes, Hommes et Dieux de Ferdynand Ossendowski qui parlait de ce  mystérieux « Roi du monde » qui dirigeait les affaires spirituelles de l'humanité depuis une contrée inaccessible (souterraine) pour les hommes ordinaires : l'Agarttha. Des histoires similaires se retrouvaient chez d'autres auteurs occultistes comme Antoine Fabre d'Olivet ou Alexandre Saint-Yves d'Alveydre dans la Mission de l'Inde. Bien que Guénon reconnût que ces livres contenaient beaucoup « d'invraisemblances », il déclara que ces légendes étaient courantes en Asie. D'après lui, les chefs de centres spirituels établis peuvent porter temporairement le titre et les attributs du roi du monde, mais ce dernier n'est pas un « personnage » précis.
Le titre du roi du monde s'applique, en fait, au Manu de l'hindouisme, le principe qui est le « législateur primordial et universel » qui formule la loi (Dharma) « propre aux conditions de notre monde ou de notre cycle d'existence » ,. Les chefs de hiérarchies initiatiques sont le reflet sur terre du roi du monde, qui réunit à la fois la fonction royale et la fonction sacerdotale et est à l'origine de la communication entre ce monde et les « mondes supérieurs »  (caractère « pontifical »),,. D'après Guénon, le roi du monde se retrouve dans de nombreuses traditions sous différents noms, : Ménès en Égypte, Minos en Crète, Menw (en) chez les Celtes, etc. Dans la Kabbale hébraïque, c'est Metatron, « le Prince du Monde » qui est l'auteur de toutes les théophanies dans le monde sensible, en particulier de la Shekhina, la présence divine dans le temple de Jérusalem dont il est le parèdre,,. Chakravartî est un autre terme désignant la fonction du roi du monde. Ce dernier est à l'origine des « trois fonctions suprêmes » : roi, prêtre et prophète (ou maître spirituel par excellence, détenteur de la connaissance intellectuelle intuitive),,.
Guénon livra plusieurs informations liées au roi du monde tout en déclarant avoir « hésité » à les révéler. C'était, dit-il, « pour la première fois dans l'Europe moderne » qu'elles étaient divulguées. Il écrivit, par exemple, que le roi du monde apparaît explicitement sous la forme de Melchisédech (littéralement « roi de Justice », l'équivalent du Dharmaraja (en) en Inde) dans la Bible : Melchisédech, « roi de Salem (le nom de l'Agarttha dans la Bible d'après Guénon,), prêtre du Dieu Très-Haut » bénit Abraham qui lui verse la dîme. Cette transmission spirituelle correspond, pour Guénon, au point de jonction entre la tradition primordiale et la tradition hébraïque,. Dans le cas du christianisme, il n'y a pas d'investiture spirituelle, mais les trois rois mages sont en fait les chefs de l'Agartha et reconnaissent (en lui rendant hommage) que le Christ possède les trois fonctions suprêmes, ce qui d'après Guénon est un gage de la « parfaite orthodoxie du christianisme à l'égard [de la tradition primordiale] » ,.
D'autre part, le roi du monde se trouve au centre de toute chose, symbolisé par le « pôle », puisque c'est autour de lui que s'accomplit la rotation du monde. L'action du roi du monde est symbolisée par le swastika qui est un symbole du pôle et qui représente la mise en mouvement du monde depuis son centre fixe (un symbole similaire en Asie est le quadruple vajra formé de deux vajras disposés en croix). Le swastika de même que le symbole du cœur pour le centre de l'être, celui du vase ou de la coupe pour la connaissance sacrée, la concordance entre les projections du « centre suprême » et les symboles de la montagne et de la caverne proviennent, en fait, de la Tradition primordiale,. En ce qui concerne, le swastika, il est à noter que Guénon condamna sa récupération « anti-traditionnelle » par les nazis (la croix gammée) bien avant leur arrivée au pouvoir. Dans Introduction aux doctrines hindoues, il déclara ne pas croire en l'existence de la race « indo-européenne » ou race « âryenne ». Il écrivit, à plusieurs reprises, que le swastika n'était pas un signe spécifique à cette race aryenne mais se retrouvait, au contraire, dans toutes les traditions. Bien qu'il ne s'exprimât quasiment jamais sur les évènements politiques, il émit l'hypothèse dans sa correspondance privée en 1936-37 que derrière la carrière d'Hitler se cachait une action satanique de « contre-initiés » tels que Ignaz Trebitsch-Lincoln (en), Aleister Crowley et le colonel Etington.

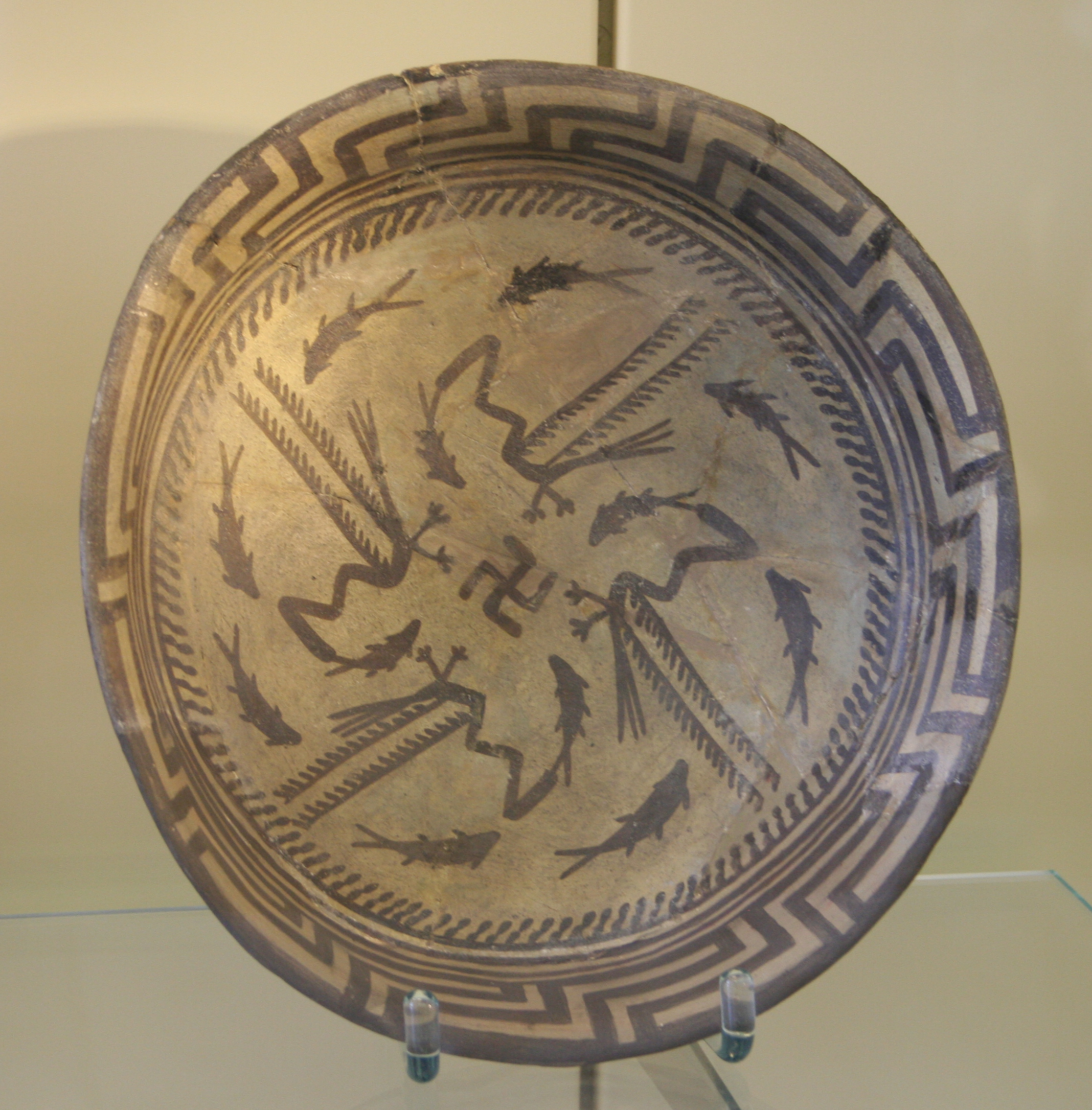
Vase, fin de la période de Samarra, v. 6200-5700 av. J.-C., Musée de Pergame. L'action du roi du monde est symbolisée par le swastika qui représente la mise en mouvement du monde depuis son centre fixe. Il s'agit d'un de symboles qui remontent à la tradition primordiale. Il est à noter que Guénon condamna la récupération « anti-traditionnelle » de ce symbole par les nazis bien avant leur arrivée au pouvoir et nia l'existence de la race aryenne en 1921.

Pour revenir au roi du monde, son action se réalise aussi à travers le logos ou « l'intellect divin », identique au Verbe, « cœur du monde »  et « soleil spirituel du monde»  (dont Buddhi « l'intellect transcendant » dans l'hindouisme est le rayonnement au sein de la manifestation), identique à la syllabe sacrée Om̐,,. Le fait que la contrée de l'Agarttha soit décrite comme souterraine n'est pas lié au fait que la terre serait creuse comme dans les descriptions d'Ossendowki et de Saint-Yves d'Alveydre, interprétation qui donne une impression de « fantasmagorie » à leurs livres. Cela signifie que la connaissance sacrée (symbolisée par un vase sacré comme le Graal ou un breuvage d'immortalité comme le Soma ou l'ambroisie) est devenue, à partir d'une certaine époque, perdue ou cachée,,. Les terres sacrées sont devenues inaccessibles sauf pour certains êtres réalisés spirituellement. Elles sont donc parfois symbolisées par  des lieux difficilement accessibles comme des grottes et des souterrains. Les vraies grottes sont parfois choisies, pour cette raison, comme lieux d'initiation, en particulier en Asie.
D'après Guénon, toutes les traditions parlent de « Terres saintes »  et toutes ces terres sont des images d'une « Terre sacrée » par excellence prototype des autres,. L'Agartha est l'un des noms de cette Terre sacrée. Paul Chacornac écrivit que cette terre sacrée ultime est le « centre spirituel qui est comme le garant de l'orthodoxie de toutes les traditions et « le lieu géométrique » où celles-ci communiquent entre elles et communient dans la conscience de l'unique vérité  ». Les centres spirituels des différentes traditions (Guénon cite les exemples de Lhassa, Rome ou Jérusalem,) sont construites par imitation de ces terres sacrées (par exemple le palais du Potala se trouve au sommet d'une montagne et les terres sacrées sont souvent symbolisées par une cité au sommet d'une montagne).
Guénon reconnut en conclusion qu’il avait exposé publiquement « des choses d’un caractère quelque peu inaccoutumé », sous-entendu qu’il dévoilait des informations normalement réservées à des initiés. Il rajouta que « quelques-uns seront peut-être tentés de nous le reprocher ». Il se justifia en expliquant que l'évolution du monde occidental nécessitait de révéler certaines informations essentielles. Il sembla annoncer une catastrophe imminente. Il termina, en effet, par une citation de Joseph de Maistre tirée des Soirées de Saint-Pétersbourg (11ème entretien): « Il faut nous tenir prêts pour un événement immense dans l’ordre divin, vers lequel nous marchons avec une vitesse accélérée qui doit frapper tous les observateurs. Des oracles redoutables annoncent déjà que les temps sont arrivés. »  
Son entourage comprit que ceux qui pouvaient lui reprocher d'en avoir trop dit ne pouvaient être que les « instructeurs hindous » qui avaient joué un rôle si important dans sa formation,. Comme Chacornac l'écrivit : Guénon prit son indépendance et estima « pouvoir être seul juge des développements de son œuvre et de l'utilisation des enseignements qui lui [avaient] été communiqués » en raison de l'évolution de plus en plus rapide et négative du monde moderne. À ce propos, l'entourage de Guénon, en particulier son collaborateur Jean Reyor, rapporta une anecdote qui semble directement liée à la conclusion du Roi du monde,. D'après Reyor, George Tamos, un autre collaborateur de Guénon durant la période 1929-1931, avait des pouvoirs de « voyant », ce qui lui avait posé de nombreux problèmes au cours de sa vie, en particulier durant son enfance. Guénon souhaita utiliser ces pouvoirs  pour déjouer les « attaches psychiques » de ses ennemis (des membres de la Revue internationale des sociétés secrètes ou d'anciennes rencontres du milieu occultiste) dont il se croyait l'objet. Après les avoir testés de façon concluante, il utilisa régulièrement ses « pouvoirs ».
Toujours est-il que vers 1929, donc après la publication du Roi du monde, Guénon apporta à Tamos et Reyor un coupe-papier qui venait des Indes. Guénon demanda à Tamos de l'ausculter. Ce dernier fut transporté en vision en Inde, plus précisément dans un palais au Bengale. Il vit un vieil homme hindou qui « éleva un voile devant son visage »,. Guénon déclara que cela confirmait ce qu'il pensait : il y avait eu rupture entre lui et l'une de ses sources orientales. Ce vieil Indien était-il son mystérieux « Guru » hindou qui  était désormais contrarié  que son disciple révèle au grand public des informations sacrées ?   C'est dans ce sens que Tamos écrivit que Guénon ne reçut plus de lettres venant d'Inde à la suite de la publication du Roi du monde, information reprise par Chacornac. Mais si la plupart des commentateurs s'accordent pour dire que la publication de ce livre conduisit à une rupture avec un contact indien,, rien ne prouve que Guénon ne reçut plus de lettres d'Inde ni qu'il n'avait pas d'autres contacts dans ce pays. Dans ce contexte, il est à noter cependant que lorsque Guénon fut installé au Caire, certains de ses admirateurs lui proposèrent de lui organiser matériellement un voyage en Inde ce qu'il refusa alors qu'il  avait cherché à y aller durant la période 1919-1920 (son visa d'entrée fut refusé par les autorités britanniques).

## Réception
Guénon s'est exprimé sur les raisons de la nécessité de garder le secret initiatique. Il ne s'agit pas de le garder secret pour des raisons mondaines. C'est que les informations correspondantes ne peuvent pas être comprises par « les profanes »  car leur véritable compréhension nécessite justement d'utiliser la connaissance supra-rationnelle, qui comme son nom l'indique, va au-delà de la raison et du langage discursif : « le secret initiatique est tel parce qu'il ne peut pas ne pas l'être, puisqu'il consiste exclusivement dans l'« inexprimable », lequel, par suite, est nécessairement aussi l'« incommunicable »  ». Il expliqua : « ce qui est transmis par l’initiation n’est pas le secret lui-même, puisqu’il est incommunicable, mais l’influence spirituelle qui a les rites pour véhicule, et qui rend possible le travail intérieur au moyen duquel, en prenant les symboles comme base et comme support, chacun atteindra ce secret et le pénétrera plus ou moins complètement, plus ou moins profondément, selon la mesure de ses propres possibilités de compréhension et de réalisation   ». À ce propos, les inquiétudes du « vieil homme hindou »  n'étaient peut-être pas injustifiées car la publication du Roi du monde, bien qu'à faible tirage (chez Ch. Bosse), eut un fort écho. Mais, cette fois, « loin de susciter le sursaut escompté » (Guénon avait fait des révélations pour redresser spirituellement l'Occident), les critiques se déchaînèrent de tous les côtés,. Les arguments des critiques étaient parfois « contradictoires  ».
Les catholiques n'apprécièrent pas que le Christianisme n'apparaisse que comme l'une des branches, parmi d'autres, de la Tradition primordiale. Ce n'était pas nouveau dans l'œuvre de Guénon, mais jamais il ne l'avait exprimé aussi explicitement : Charles Grolleau dans Vient de paraître ironisa sur ce livre d'une centaine de pages qui se présentait comme « une véritable somme de toutes les traditions humaines  ». Le père Roure dans Etudes n'accepta pas toutes ces comparaisons entre la Bible et les autres traditions, se demandant « mais [ce livre] est-il autre chose qu'un jeu d'imagination?  ». Chose nouvelle, certains partisans de l'Orient, n'acceptèrent pas (pour les raisons inverses des catholiques) que les doctrines orientales soient mises sur le même pied que le Catholicisme: dans Notre temps, un journal fondé en 1927 dans le sillage politique d'Aristide Briand, Gabriel E. Monod-Herzen, un membre de la Société théosophique, accusa Guénon d'être un agent du Vatican. Guénon collaborait bien à Regnabit et avait été lié aux milieux néo-thomistes. Le livre fut surtout l'un des facteurs qui contribuèrent au rejet de Guénon par les universitaires. Ces derniers avaient subi les critiques acerbes de Guénon mais il avait gardé jusque-là une certaine légitimité. Avec Le Roi du monde, les reproches faits par Sylvain Lévi en 1921 (pour la soutenance de thèse) s'amplifièrent fortement : ses comparaisons entre toutes les civilisations et toutes les époques n'étaient étayées par aucun argument de la science historique et « l'hypothèse » d'un symbolisme commun était prise pour acquise sans la moindre preuve,. Cette critique allait perdurer : beaucoup plus tard, Umberto Eco attaquera Guénon sur Le Roi du monde, reprenant les mêmes arguments. Henry Corbin, tout en rendant hommage à Guénon, prit ses distances. De même pour le Musée Guimet, où Guénon se rendait souvent et qui avait donné des comptes rendus plutôt élogieux de ses livres précédents : Jean Buhot, dans la revue du Musée, écrivit : « des assimilations et des rapprochements un peu étourdissants, mais assurément curieux, et même plus que curieux  ». Enfin, Le Roi du monde déclencha une nouvelle violente polémique avec la Revue internationale des sociétés secrètes qui devait durer plusieurs années.

### Livres de René Guénon
- René Guénon, Introduction générale à l'étude des doctrines hindoues, Paris, Marcel Rivière, 1921, 326 p. (ISBN 978-2-85707-883-8)Édition définitive remaniée par Guénon publiée en 1952 (Éditions Véga)[HR 1]: en particulier, suppression du chap.  II de la quatrième partie (L'influence allemande) et refonte complète du chap.  IV de la troisième partie (À propos du Bouddhisme), depuis nombreuses rééditions[HR 1]. Les numéros de pages renvoient à l'édition de 1997.
- René Guénon, Le Théosophisme, histoire d'une pseudo-religion, Paris, Nouvelle Librairie Nationale (dirigée par Jacques Maritain en 1921), 1921, 314 p. (ISBN 978-1-5281-6213-5)Édition définitive avec notes additionnelles de Guénon publiée en 1928 (Librairie Valois appartenant à Georges Valois)[HR 2], depuis nombreuses rééditions[HR 2].
- René Guénon, L'Erreur spirite, Paris, Marcel Rivière, 1923, 406 p. (ISBN 2-7138-0059-5)Nombreuses rééditions, dont Éditions Traditionnelles
- René Guénon, Orient et Occident, Paris, Payot, 1924, 232 p. (ISBN 2-85829-449-6)Édition définitive remaniée par Guénon publiée en 1948 (Éditions Véga)[HR 3]: en particulier refonte de certains passages du chap.  IV de la première partie (Terreurs chimériques et dangers réels) et ajout d'un addendum[HR 3], depuis nombreuses rééditions, dont Guy Trédaniel/Éditions de la Maisnie, Paris. Les numéros de pages renvoient à l'édition de 1993.
- René Guénon, L’Ésotérisme de Dante, Paris, Ch. Bosse, 1925, 96 p. (ISBN 978-2-07-017763-9)Édition définitive avec ajout d'un titre à chaque paragraphe et certains paragraphes remaniés publiée en 1949  aux Éditions Traditionnelles[HR 4], depuis  nombreuses rééditions.
- René Guénon, L'Homme et son devenir selon le Vêdânta, Paris, Bossard, 1925, 214 p. (ISBN 2-7138-0065-X)Édition définitive remaniée par Guénon publiée en 1947 aux Éditions Traditionnelles: suppression des chapitres XI (La constitution de l'être humain selon les Bouddhistes) et XXV (La Délivrance selon les    Jainas)[HR 4]. Depuis nombreuses rééditions, dont Éditions Traditionnelles. Les numéros de pages renvoient à l'édition de 1991.
- René Guénon, Le Roi du monde, Paris, Ch. Bosse, 1927, 104 p. (ISBN 2-07-023008-2)Édition définitive remaniée par Guénon publiée en 1950 aux Éditions Traditionnelles: ajout d"un titre à chaque chapitre, certains paragraphes ont été modifiés[HR 5]. Depuis nombreuses rééditions, dont Gallimard. Les numéros de pages renvoient à l'édition de 1993.

- René Guénon, La Crise du monde moderne, Paris, Bossard, 1927, 201 p. (ISBN 2-07-023005-8)Édition définitive remaniée par Guénon publiée en 1946 aux Éditions Gallimard: quelques paragraphes ont été remaniés[HR 5]. Depuis nombreuses rééditions, dont Gallimard. Les numéros de pages renvoient à l'édition de 1973.
- Saint Bernard, Publiroc, 1929réédition Éditions Traditionnelles. Sans ISBN
- René Guénon, Autorité spirituelle et pouvoir temporel, Paris, Vrin, 1929, 118 p. (ISBN 2-85707-142-6)Édition définitive remaniée par Guénon publiée en 1947  Éditions Véga): ajout d'un titre à chaque chapitre, paragraphes modifiés, notamment pour le chapitre VI[HR 5]. Depuis nombreuses rééditions, dont (1952) Guy Trédaniel/Éditions de la Maisnie. Les numéros de pages renvoient à l'édition de 1984.
- Le Symbolisme de la Croix, Véga, 1931 (ISBN 2-85707-146-9)multiples rééditions dont Guy Trédaniel/Éditions de la Maisnie, Paris
- Les États multiples de l'être, Véga, 1932 (ISBN 2-85707-143-4)multiples rééditions dont Guy Trédaniel/Éditions de la Maisnie, Paris
- René Guénon, La Métaphysique orientale, Paris, Éditions traditionnelles, 1939, 30 p. (ISBN 978-2-7138-0056-6)Deuxième édition (identique à la première): Éditions traditionnelles, 1945. Depuis multiples rééditions, il s'agit de la transcription d'une conférence donnée à la Sorbonne le 17 décembre 1925. Les numéros de pages renvoient à l'édition de 1997.
- Le Règne de la Quantité et les Signes des Temps, Gallimard, 1945multiples rééditions
- Les Principes du Calcul infinitésimal, Gallimard, 1946multiples rééditions
- René Guénon, Aperçus sur l'Initiation, Paris, Éditions Traditionnelles, 1946, 303 p. (ISBN 2-7138-0064-1)multiples rééditions. Les numéros de pages renvoient à l'édition de 1996 (Éditions traditionnelles).
- René Guénon, La Grande Triade, Paris, Gallimard, 1946, 214 p. (ISBN 978-2-07-023007-5)multiples rééditions. Les numéros de pages renvoient à l'édition de 1957 (Gallimard).

### Recueils posthumes d'articles de René Guénon
- Initiation et Réalisation spirituelle, Éditions Traditionnelles, (1952). (ISBN 978-2-7138-0058-0).
- Aperçus sur l'ésotérisme chrétien, Éditions Traditionnelles (1954). ISBN (?).
- René Guénon, Symboles de la Science sacrée, Paris, Gallimard, 1962, 437 p. (ISBN 2-07-029752-7)Première édition 1964[HR 6], depuis multiples rééditions.
- René Guénon, Études sur la Franc-maçonnerie et le Compagnonnage, Tome 1, Paris, Éditions Traditionnelles, 1964, 314 p. (ISBN 2-7138-0066-8)Première édition 1964[HR 6], depuis multiples rééditions.
- René Guénon, Études sur la Franc-maçonnerie et le Compagnonnage, Tome 2, Paris, Éditions Traditionnelles, 1964, 320 p. (ISBN 978-2-7138-0067-2)Première édition 1964[HR 6], depuis multiples rééditions.
- Études sur la Franc-maçonnerie et le Compagnonnage, Tome 2, (1965) Éditions Traditionnelles, Paris.  (ISBN 2-7138-0067-6).
- René Guénon, Études sur l'Hindouisme, Paris, Éditions Traditionnelles, 1989, 288 p. (ISBN 978-2-7413-8020-7)Première édition 1968[HR 6], depuis multiples rééditions. Les numéros de pages renvoient à l'édition de 1989 (Éditions traditionnelles).
- Formes traditionnelles et cycles cosmiques, Gallimard, Paris (1970).  (ISBN 2-07-027053-X).
- Aperçus sur l'ésotérisme islamique et le taoïsme, Gallimard, Paris, (1973).  (ISBN 2-07-028547-2).
- Mélanges, Gallimard, Paris, (1976).  (ISBN 2-07-072062-4).
- Comptes rendus, Éditions traditionnelles (1986).  (ISBN 2-7138-0061-7).
- Écrits pour REGNABIT, Archè Edizioni (1999).  (ISBN 887252-216-1).
- Psychologie, Archè Edizioni (2001).  (ISBN 8872522315).
- Articles et Comptes Rendus, Tome 1, Éditions Traditionnelles (2002). (ISBN 2-7138-0183-4).
- Recueil, Rose-Cross Books, Toronto (2013). (ISBN 978-0-9865872-1-4).

### Ouvrages au sujet de René Guénon
- Abd Ar-Razzâq Yahyâ (Ch.-A. Gilis) : Tawhîd et Ikhlâs, Aspects ésotériques, Le Turban noir, 2006, Paris.
- Accart, Xavier : L'Ermite de Duqqi, Archè.  (ISBN 88-7252-227-7). (Notes.)
- Xavier Accart, René Guénon ou le renversement des clartés : Influence d'un métaphysicien sur la vie littéraire et intellectuelle française (1920-1970), Paris, Archè EDIDIT, 2005, 1222 p. (ISBN 978-2-912770-03-5)Préface d'Antoine Compagnon
- Barazzetti, Enrico : L'espace symbolique. Développements du symbolisme mathématique des états multiples de l'être, Archè, Milano, 1997.
- Batache, Eddy : Surréalisme et Tradition, Éditions traditionnelles. Sans ISBN.
- David Bisson, René Guénon, une politique de l'esprit, Paris, Pierre-Guillaume de Roux, 2013, 528 p. (ISBN 978-2-36371-058-1)
- Paul Chacornac, La Vie simple de René Guénon : Illustrations de Pierre Chaux, Paris, Les Editions Traditionnelles, 2000, 130 p. (ISBN 2-7138-0028-5)
- David Gattegno, Guénon : qui suis-je?, Puiseaux (France), Pardès, 2001, 128 p. (ISBN 2-86714-238-5)
- Geay, Patrick : Hermès Trahi : Impostures philosophiques et néo-spiritualisme d'après l'œuvre de René Guénon Dervy.  (ISBN 2-85076-816-2).
- Geay, Patrick : Mystères et significations du Temple maçonnique, Dervy, Paris, 2000.  (ISBN 2-84454-056-2). (Notes.)
- Charles-André Gilis, Introduction à l'enseignement et au mystère de René Guénon, Paris, Les Éditions de l'Œuvre, 1999, 144 p. (ISBN 2-904011-03-X)
- Gilis, Charles-André : Introduction à l'enseignement et au mystère de René Guénon, Les Éditions de l'Œuvre, Paris.  (ISBN 2-904011-03-X).
- Gilis, Charles-André : Les Sept Étendards du Califat, Éditions traditionnelles.  (ISBN 2-7138-0141-9).
- Gilis, Charles-André : René Guénon et l'avènement du troisième Sceau. Éditions Traditionnelles, Paris.  (ISBN 2-7138-0133-8).
- Grison, Pierre et Jean-Louis, Deux aspects de l’œuvre de René Guénon. France Asie, Saïgon, 1953.
- Grossato, Alessandro : Psychologie (attribué à René Guénon), Archè.  (ISBN 88-7252-231-5). (Notes.)
- Hapel, Bruno : René Guénon et l'Archéomètre, Guy Trédaniel, Paris.  (ISBN 2-85707-842-0).
- Hapel, Bruno : René Guénon et l'esprit de l'Inde, Guy Trédaniel, Paris.  (ISBN 2-85707-990-7).
- Bruno Hapel, René Guénon et le Roi du Monde, Paris, Guy Trédaniel, 2001, 258 p. (ISBN 2-84445-244-2)
- Marie-France James, Ésotérisme et christianisme : autour de René Guénon, Paris, Nouvelles Éditions Latines, 1981, 476 p. (ISBN 2-7233-0146-X)
- Jean-Pierre Laurant, Le sens caché dans l'œuvre de René Guénon, Lausanne, Suisse, L'âge d'Homme, 1975, 282 p. (ISBN 2-8251-3102-4)
- Jean-Pierre Laurant, L'Ésotérisme, Paris, Les Éditions du Cerf, 1993, 128 p. (ISBN 2-7621-1534-5)
- Jean-Pierre Laurant, René Guénon, les enjeux d'une lecture, Paris, Dervy, 2006, 400 p. (ISBN 2-84454-423-1)
- Abdel-Halim Mahmoud, René Guénon, Un soufi d'Occident, Paris, AlBouraq, 2007, 182 p. (ISBN 978-2-84161-339-7 et 2-84161-339-9)
- Maxence, Jean-Luc : René Guénon, le Philosophe invisible, Presses de la Renaissance, Paris.  (ISBN 2-85616-812-4). (Notes.)
- Mercier, Raymond : Clartés Métaphysiques, Éditions Traditionnelles, Paris. Sans ISBN.
- Montaigu, Henry : René Guénon ou la mise en demeure. La Place Royale, Gaillac (France).  (ISBN 2-906043-00-1).
- Nutrizio, Pietro (e altri) : René Guénon e l'Occidente, Luni Editrice, Milano/Trento, 1999.
- Prévost, Pierre : Georges Bataille et René Guénon, Jean Michel Place, Paris.  (ISBN 2-85893-156-9).
- Reyor, Jean : Études et recherches traditionnelles, Éditions Traditionnelles, Paris.  (ISBN 2-7138-0134-6).
- Reyor, Jean : Quelques souvenirs sur René Guénon et les Études traditionnelles, « Dossier confidentiel inédit ».
- Reyor, Jean : Sur la route des Maîtres maçons, Éditions Traditionnelles, Paris. Sans ISBN.
- Patrick Ringgenberg, Diversité et unité des religions chez René Guénon et Frithjof Schuon, Paris, Ed. L'Harmattan, 2010, 384 p. (ISBN 978-2-296-12762-3, lire en ligne)
- Jean Robin, René Guénon,  témoin de la Tradition, Paris, Guy Trédaniel Éditeur, 1978, 348 p. (ISBN 2-85707-026-8)
- Sablé, Éric, René Guénon, Le visage de l'éternité, Éditions Points, 2013,  (ISBN 978-2-7578-2857-1).
- Sedgwick, Mark J. : Contre le monde moderne, Paris, Ed. Dervy, 2008, 396 p.
- Paul Sérant, René Guénon, Paris, Le Courrier du livre, 1977, 232 p. (ISBN 2-7029-0050-X)
- Tamas, Mircea A : René Guénon et le Centre du Monde, Rose-Cross Books, Toronto, 2007,  (ISBN 978-0-9731191-7-6)* Jean Tourniac, Melkitsedeq ou la tradition primordiale, Paris, Dervy Poche, 2010, 328 p. (ISBN 978-2-84454-627-2)
- Tourniac, Jean : Présence de René Guénon, t. 1 : L'œuvre et l'univers rituel, Soleil Natal, Étampes (France).  (ISBN 2-905270-58-6).
- Tourniac, Jean : Présence de René Guénon, t. 2 : La Maçonnerie templière et le message traditionnel, Soleil Natal, Étampes (France).  (ISBN 2-905270-59-4).
- Jean Ursin, René Guénon, Approche d'un homme complexe, Paris, Editions Ivoire-Clair, 2005, 127 p. (ISBN 2-913882-31-5)
- Michel Vâlsan, L'Islam et la fonction de René Guénon, Paris, Publié dans les Études traditionnelles en Janvier-Février 1953 et devenu depuis le chapitre II de L'Islam et la Fonction de René Guénon, 1984-ii(lire en PDF sur le site de Science sacrée)
- Vâlsan, Michel : La fonction de René Guénon et le sort de l'Occident(lire en PDF sur le site de Science sacrée), Études traditionnelles, Paris, 1951
- Vâlsan, Michel : L'Islam et la fonction de René Guénon, Science sacrée, 2016  (ISBN 9782915059113)
- Michel Vâlsan, Références islamiques du « symbolisme de la croix », Paris, Publié dans les Études traditionnelles en 1971 et devenu depuis le chapitre V de L'Islam et la Fonction de René Guénon, 1984-v(lire en PDF sur le site de Science sacrée)
- Jean Vivenza, Le Dictionnaire de René Guénon, Grenoble, Le Mercure Dauphinois, 2002, 568 p. (ISBN 2-913826-17-2)
- Jean Vivenza, La Métaphysique de René Guénon, Grenoble, Le Mercure Dauphinois, 2004, 176 p. (ISBN 2-913826-42-3)
- Vivenza, Jean-Marc : René Guénon et le Rite Écossais Rectifié, Les Éditions du Simorgh, 2007.  (ISBN 2-915769-03-6).
- Vivenza, Jean-Marc : René Guénon et la Tradition primordiale, Les Éditions du Simorgh, 2012. (ISBN 2-915769-18-4).